# Калужская площадь
Калу́жская площадь — площадь на Садовом кольце города Москвы. Соединяет несколько улиц: с севера к ней подходит Большая Якиманка, с юга — Ленинский проспект (бывшая Большая Калужская улица) и Мытная улица, с запада — Крымский вал, с востока — Житная улица и Коровий вал.
На площади находятся выходы кольцевой и радиальной станций метро «Октябрьская».

## История
Калужская площадь возникла за Калужскими воротами Земляного города, возведёнными в 1592—1593 годах вместе с Земляным валом. Первоначально ворота были деревянными, а с 1640 года — каменными. Военную функцию им пришлось выполнить только один раз за всё время своего существования — в 1618 году во время штурма Москвы польскими войсками королевича Владислава. Штурм случился 1 октября и был успешно отражён. Русскими войсками, защищавшими Калужские ворота, командовал воевода князь Даниил Иванович Долгорукий-Шибановский.
К концу XVII века площадь становится торговой. Появляются торговые ряды, где продают сено, овёс, хлеб, дрова и пр. С 1701 года на площади — на углу с Житной улицей — располагают «житный двор», где хранятся запасы зерна. В 1714 году от Мясницких ворот к Калужским перенесён рынок крупного рогатого скота, который просуществовал до 1783 года и затем вновь перемещён — за Земляной вал, ближе к Серпуховским воротам. С торговыми рядами соседствует Калужский острог — вплоть до 1785 года, когда построена Бутырская тюрьма.

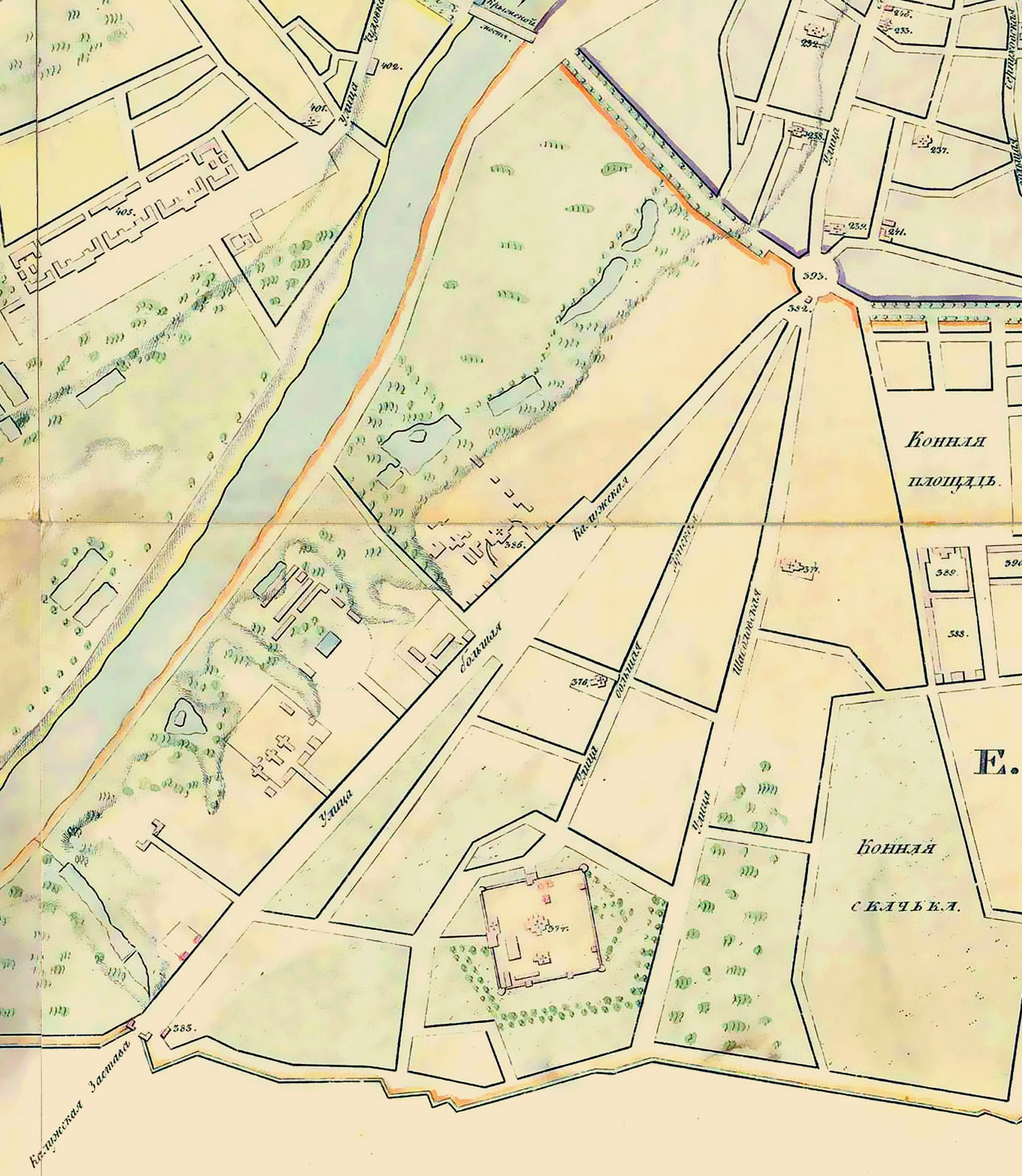
Район Калужской площади после пожара 1812 г. 1818 г.

В 1775 году площадь расширяют, и в 1785 году её минует участь некоторых других площадей на Земляном валу: граф Чернышёв оставляет на ней каменные ворота, разобрав только острог — уголовники переезжают в «Бутырки» — и деревянные стены Земляного города. К 1790 году на площади стоят: каменная часовня Перервинского монастыря и мясной ряд с деревянными лавками. В 1798 году утверждён план очередного переустройства площади — согласно с ним, в 1806 году её вновь расширяют.
Пожар 1812 года уничтожил все деревянные здания к северу от площади. Южная же часть, вдоль Большой Калужской, остается относительно нетронутой — по ней, перейдя Калужскую площадь, 7 октября 1812 году французская армия покинула город, стремясь выйти на Старую Калужскую дорогу.
В период с 1816 по 1830 год Калужская площадь вновь перестраивается. Её в очередной раз расширяют, подходящий к площади с запада и востока вал сносят, а ров — засыпают. По периметру возводят двухэтажные каменные здания, первый этаж которых предназначается для лавок, второй — для жилья. Площадь получает форму круга (за эту форму её часто будут называть в обиходе «Сковородой» — до середины XX века), которая сохранится до 1960—1970-х годов.
В начале Большой Калужской улицы, на месте нынешнего Горного университета, находилась большая усадьба Полторацких. В 1834 году она была куплена Московским купеческим обществом, которое открыло в ней Андреевскую богадельню на 100 человек, в 1836 году там же было открыто Мещанское училище, в 1843 году второе мещанское училище — для девиц.
В 1882 году близ Калужской площади, на Большой Якиманке, возводится храм Казанской иконы Божией Матери. Построен в честь победы в Русско-Турецкой войне 1877—1878 годов.

Калужская пл.(«Сковорода») с высоты птичьего полёта. Начало XX века.

В 1914 году рынок был ликвидирован, а на его месте разбит круглый сквер с фонтаном.
В 1922 году площадь получает новое название — Октябрьская. Переименование не прошло без курьёза: Октябрьской в 1918 году была названа Верхняя Таганская площадь, к 1922 году это название за нею сохранилось и в результате на короткое время в Москве оказалось две Октябрьских площади.
В 1927 году храм Казанской иконы Божией Матери закрывают, а его здание используют как кинотеатр под названием «Авангард».
В 1930-е годы сквер был ликвидирован, а площадь расширена за счет сноса домов у начала Большой Калужской, Донской и Шаболовки.

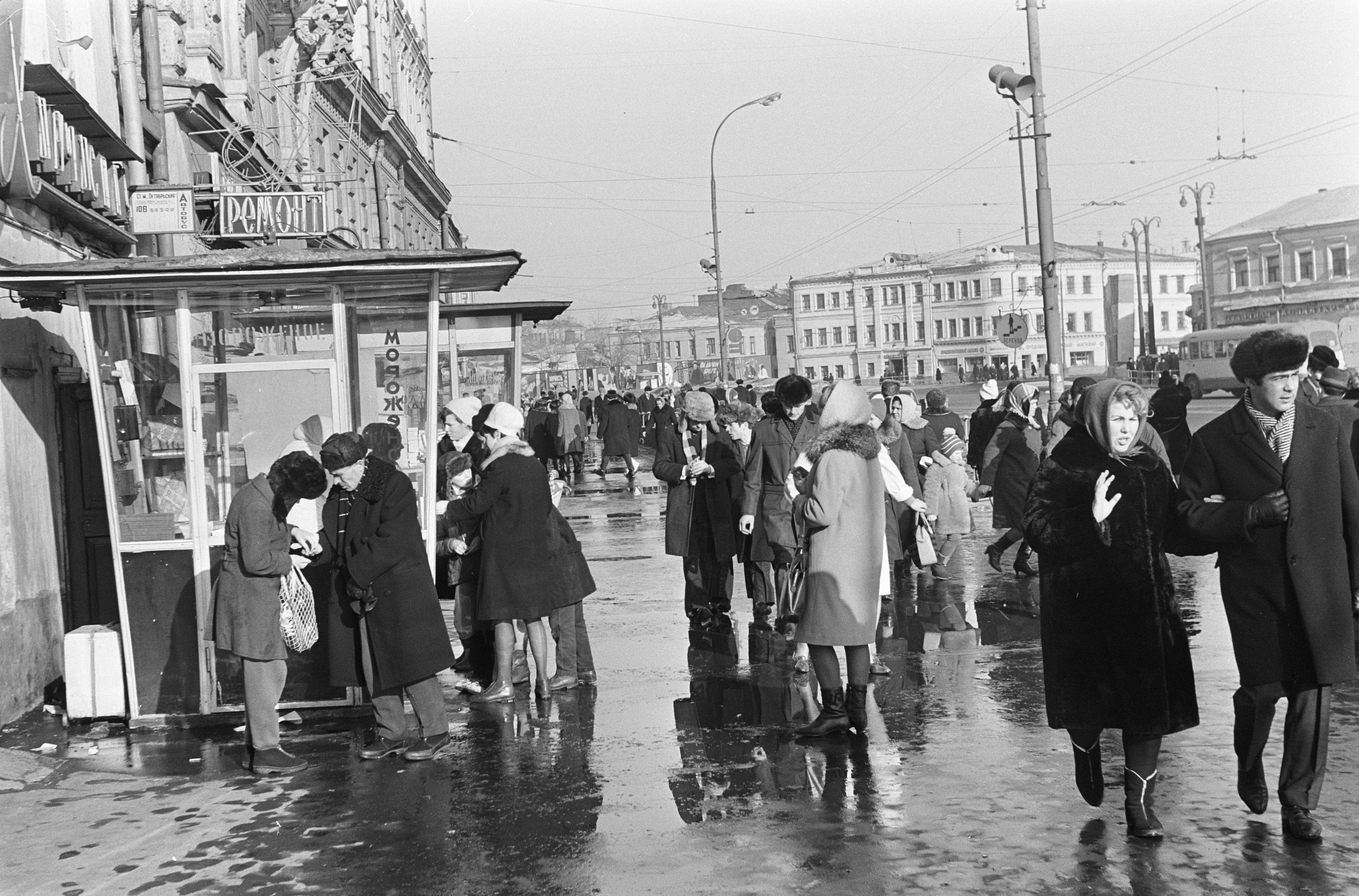
Калужская площадь в 1967 году. Все здания, видимые на этом снимке, были снесены.

В 1950 году на площади открывается первая станция метрополитена — «Октябрьская»-кольцевая. Первоначально она называлась «Калужской», но в 1961 году получила своё нынешнее наименование. В октябре 1962 года к ней прибавляется «Октябрьская»-радиальная с выходом на Большую Якиманку (тогда — улица Димитрова), и под площадью образуется пересадочный узел.

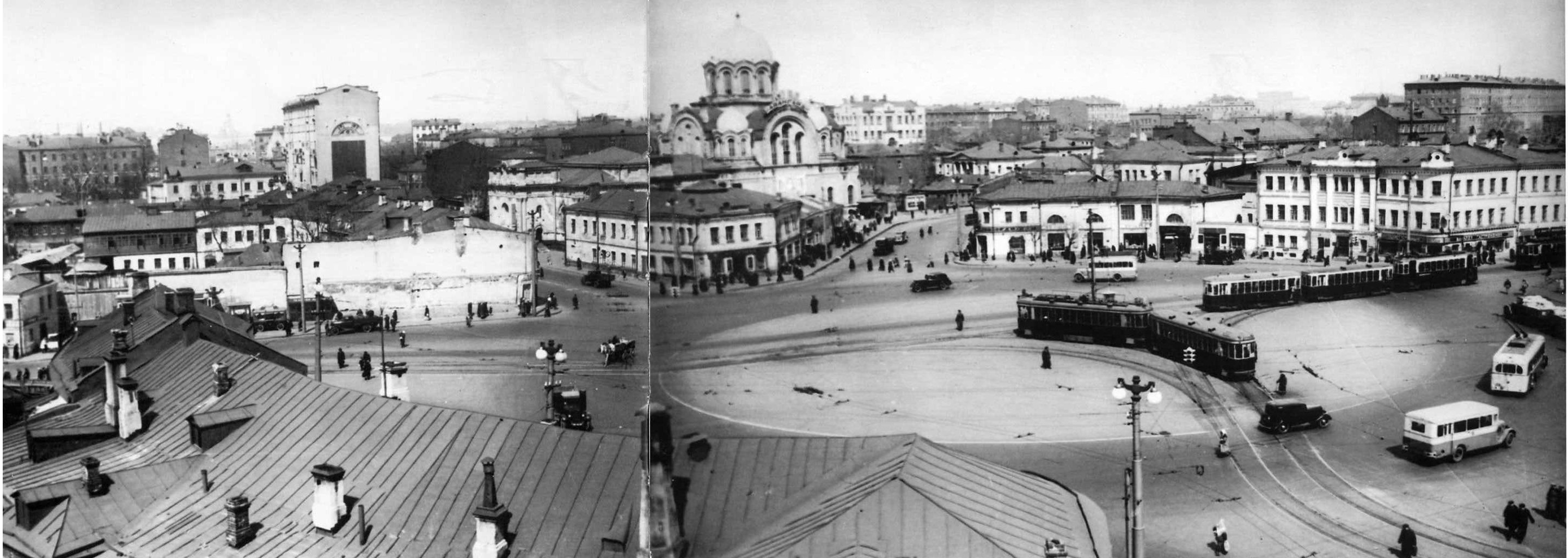
Площадь в 1935 году

В 1960—1970-е годы реконструируют Садовое кольцо. Под площадью проложен тоннель, соединяющий Крымский вал с Коровьим и с Житной улицей. Тоннель — шестиполосный, с 3 полосами движения в каждую сторону. В 1973 году при реконструкции прилегающих к площади улиц кинотеатр «Авангард» сносят — вместе со стенами приютившего его храма.
В конце 1980-х в начале Ленинского проспекта строится большое 11-этажное здание для МИСиС — в него интегрируют вестибюль станции метро Октябрьская-кольцевая.
В 1992 году площади было возвращено её историческое название.

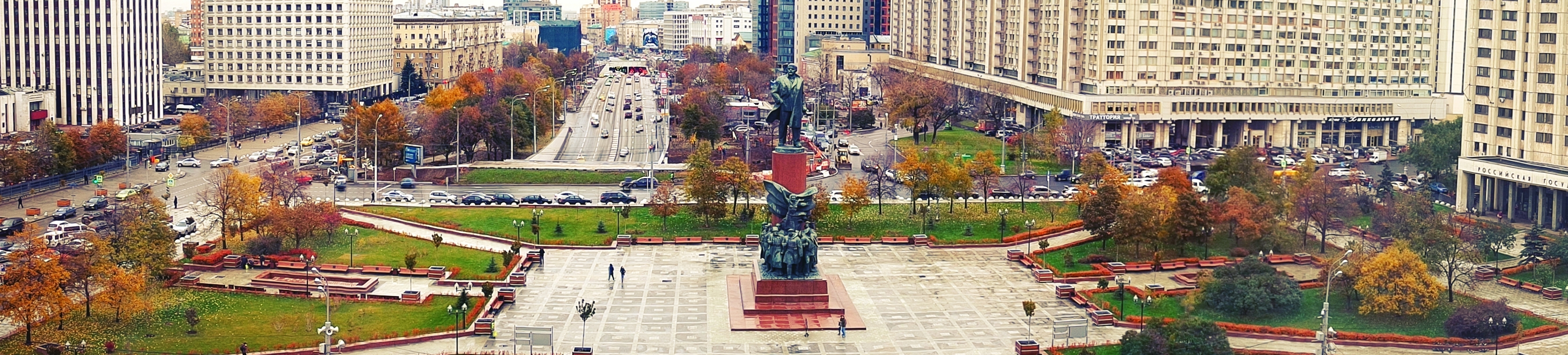
Площадь в 2015 году

## Здания и сооружения
В 1985 году посреди площади поставлен бронзовый памятник Ленину работы скульпторов Л. Е. Кербеля и В. А. Фёдорова и архитектора Г. В. Макаревича.
В доме № 1 располагается Российская государственная детская библиотека.
Фасадом на площадь выходит здание Министерства внутренних дел РФ. Формально оно считается домом № 16 по Житной улице. Здание стоит ровно на том месте, где ранее располагался храм Иконы Казанской Божией Матери.

## Общественный транспорт
- Станции метро «Октябрьская» Кольцевой и Калужско-Рижской линий
- Автобусы: м1, 111, 196, е10, е12, н11 — по Ленинскому проспекту
- Электробусы: м16, 297 — по Ленинскому проспекту
- Автобус Б — по Садовому кольцу
- Автобус е85 — по Житной и Мытной улицам
- Трамваи: 14, 26, 47 — на улице Шаболовка